# Dicke Titten
Dicke Titten är en singel av Rammstein från deras åttonde studioalbum Zeit. Singeln lanserades den 27 maj 2022. Musikvideon, som regisserades av Jörn Heitmann, hade premiär den 25 maj 2022.

## Låtlista
Alla låtar är skrivna och komponerade av Rammstein, om inte annat anges. 
| Nr | Titel                               | Längd |
| -- | ----------------------------------- | ----- |
| 1. | Dicke Titten                        | 3:38  |
| 2. | Dicke Titten (LaBrassBanda Version) | 3:15  |